# Pitis (stanice metra v Madridu)
Pitis (plným názvem španělsky Estación de Pitis) je konečná stanice metra a zároveň železniční stanice Cercanías v Madridu. Nachází se na ulici Gloria Fuertes ve čtvrti Mirasierra v obvodu Fuencarral – El Pardo v severní části města. Ve stanici končí linka metra 7 a zastavují zde vlaky linek C3-a, C-7 a C-8. Stanice leží v tarifním pásmu A a nástupiště jsou bezbariérově přístupná.

## Historie
Stanice Pitis vznikla na začátku roku 1964 jako součást madridských spojovacích drah, nicméně se jednalo o zastávku bez významného obratu cestujících; od roku 1996 byla dokonce pro cestující uzavřena.
Stavební práce na prodloužení úseku metra začaly v listopadu 1996, stanice byla i s přilehlým úsekem do stanice Arroyofresno budována jako hloubená; tunely obratových kolejí pak byly stavěny metodou cut and cover. Během výstavby došlo také k opravě původní staniční budovy a přeměně na moderní přestupní terminál. Pro cestující se stanice metra otevřela 29. března 1999 jako součást prodloužení linky 7 ze stanice Valdezarza právě do Pitis; i s celým úsekem ji postavila španělská společnost FCC. Stanice byla slavnostně otevřena za přítomnosti předsedy Madridského společenství Alberta Ruize-Gallardóna.

## Popis
Stanice je umístěna souběžně s ulicí Gloria Fuertes, směrem do stanice Arroyofresno za stanicí následuje levotočivý směrový oblouk s klesáním 40 ‰. Stěny jsou obloženy Vitrexem žluté barvy.
Až do května 2018 byla stanice metra otevřena pouze od 6.30 do 22.00, mimo tuto dobu vlaky metra končily ve stanici Lacoma a vlaky železniční stanicí projížděly. Kromě příměstský vlaků ve stanici zastavují i rychlíky směrem do Leónu, Segovie a Ávily. Nedaleko od stanice zastavují autobusy linek 49, 64 a 82. U stanice se nachází malé parkoviště.

## Budoucnost
Je plánováno prodloužit obratové koleje a na jejich konci vybudovat depo Montecarmelo.

## Fotogalerie

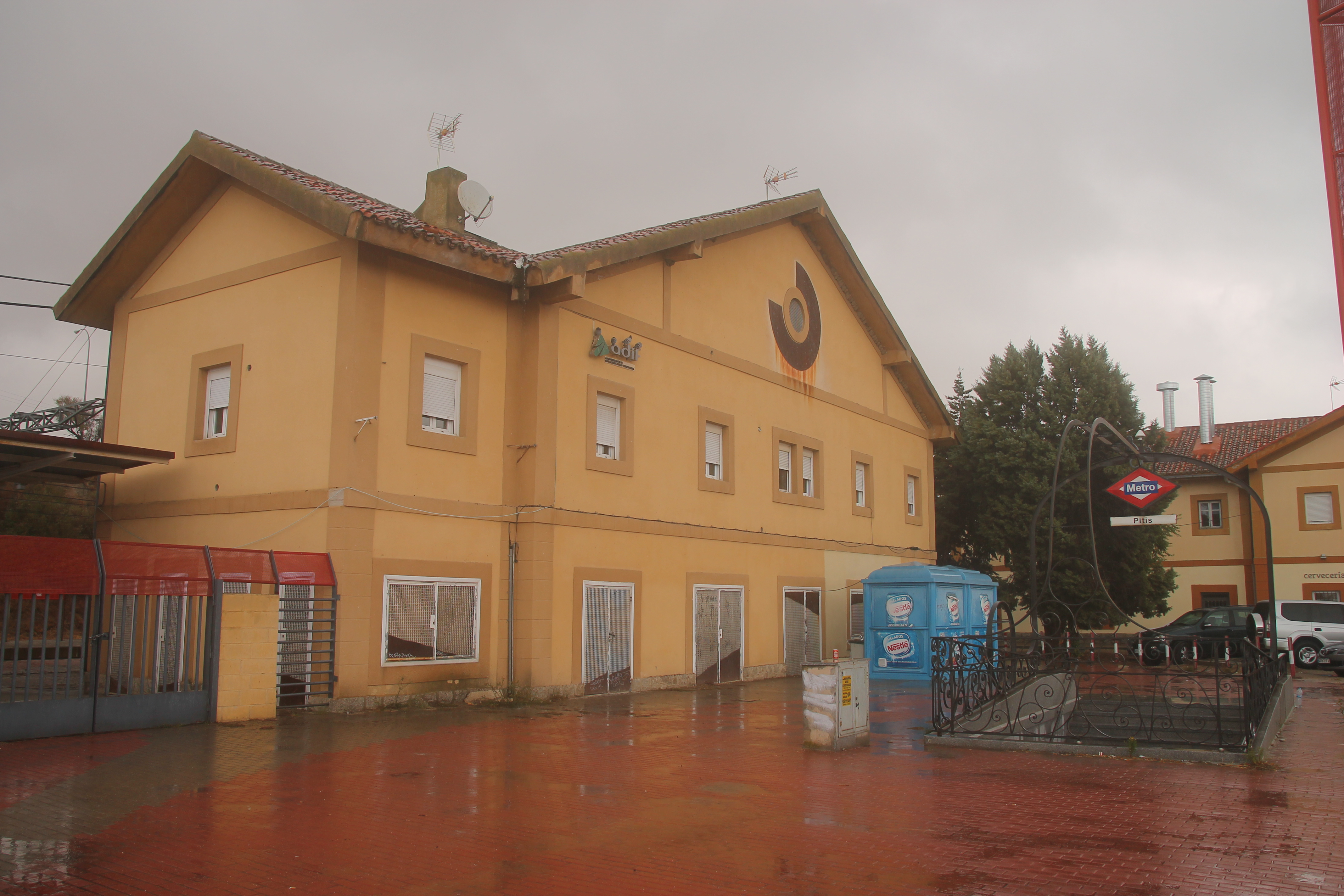
Staniční budova
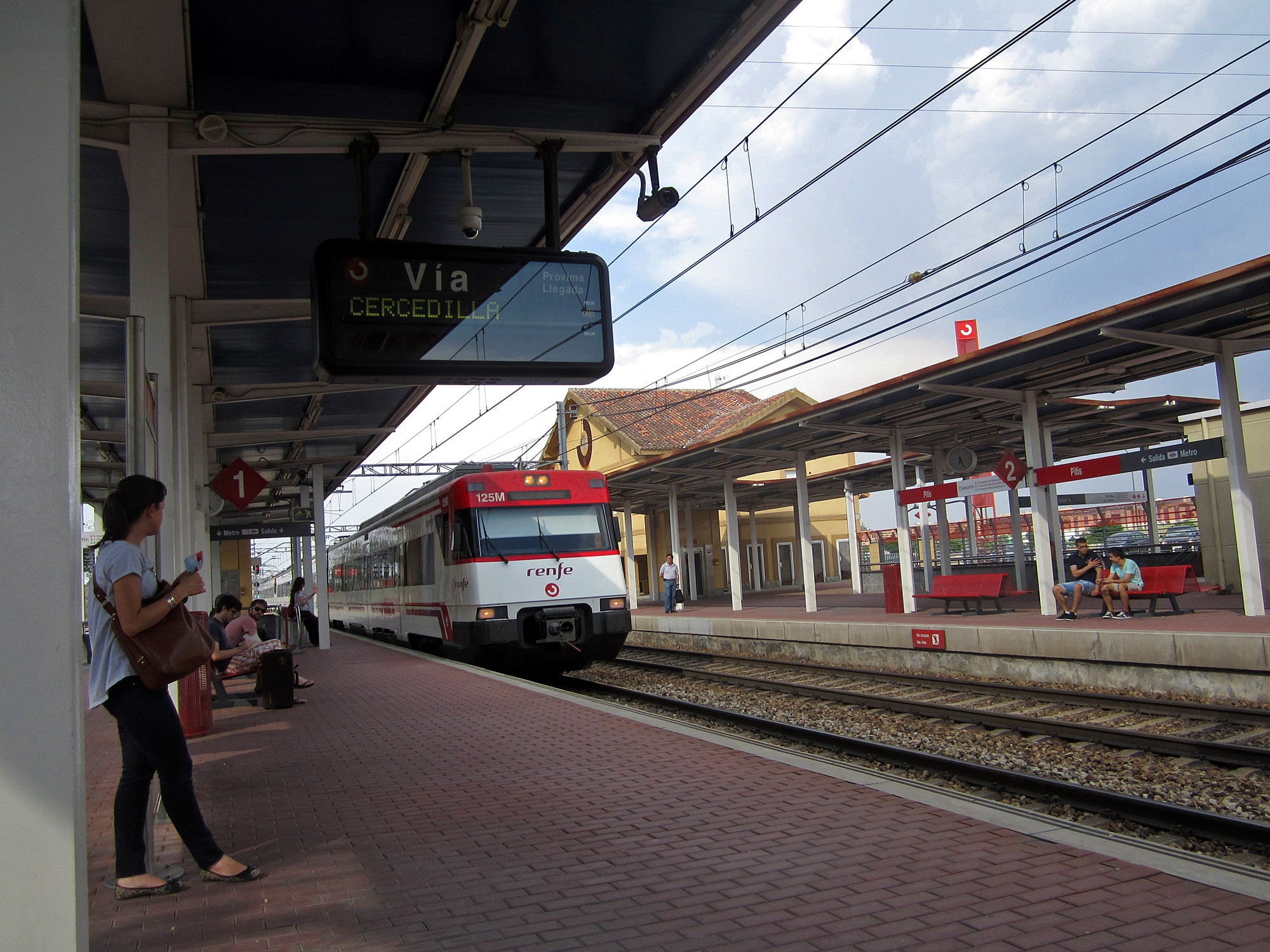
Nástupiště železniční stanice
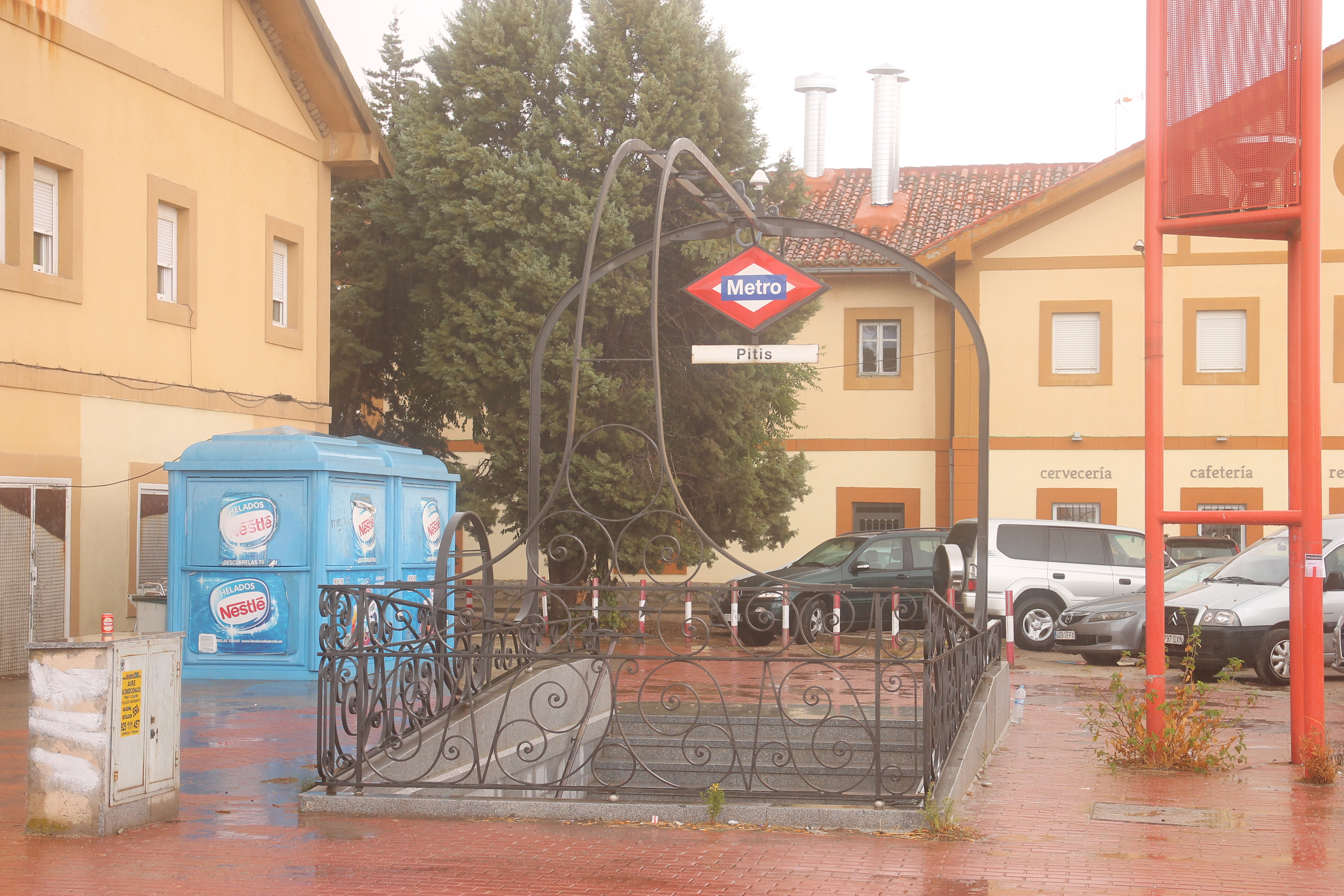
Vstup do metra